# Эберкромби, Александр
Александр Эберкромби (англ. Alexander Abercromby; 1784—1853) — генерал британской службы, участник наполеоновских войн.

## Биография
Родился 4 марта 1784 года, был младшим сыном сэра Ральфа Эберкромби, британского генерал-лейтенанта.
В раннем возрасте поступил на военную службу и служил волонтером в 92-м полку в экспедиции Хелдера в 1799 году. Позже служил со своим полком в Египте. Затем был назначен флигель-адъютантом друга его отца — сэра Джона Мура во время его экспедиции в Сицилии в 1806 году.
В 1808 году Александр Эберкромби стал генерал-полковником 28-го полка. Он сопровождал свой полк, когда тот был отправлен в Португалию, чтобы укрепить военные части лорда Уэлсли после битвы при Талавере.
В 1812 году он окончил службу при штабе армии и участвовал в качестве помощника-квартирмейстер в битвах при Витории, Пиренеях и Ортезе. Эберкромби служил в той же должности в 1815 году и участвовал в битве при Катр-Бра, битве при Ватерлоо и штурме Перона.
Затем он некоторое время принимал участие в парламентской деятельности вигов вместо своего брата сэра Джона (1817—1818), после чего вышел на пенсию.
Умер 27 августа 1853 года в своей загородной вилле в Шотландии.

## Награды
- Орден Бани (1815)
- Австрийский Военный орден Марии Терезии
- Португальский Орден Башни и Меча
- Русский Орден Святого Георгия 4-й степени (№ 3007; 6 августа 1815)